# Колар, Отто
Отто Дж. Колар (англ. Otto J. Kolar; 7 декабря 1911, Сисеро, штат Иллинойс, США — 10 апреля 1995, Лавз-Парк, штат Иллинойс, США) — американский профессиональный баскетболист, завершивший карьеру.

## Ранние годы
Отто Колар родился 7 декабря 1911 года в городе Сисеро, пригороде Чикаго, (штат Иллинойс), учился там же в средней школе имени Стерлинга Мортона, в которой играл за местную баскетбольную команду.

## Студенческая карьера
В 1932 году закончил Висконсинский университет в Ошкоше, где в течение трёх лет играл за команду «Ошкош Титанс», в которой провёл успешную карьеру. При Коларе «Титанс» два раза выигрывали регулярный чемпионат межуниверситетской спортивной конференции Висконсина (1930, 1932). Три сезона подряд включался в символическую сборную конференции (1930—1932), а также два года подряд становился её лучшим бомбардиром (1931—1932).

## Профессиональная карьера
Играл на позиции атакующего защитника и лёгкого форварда. В 1938 году Отто Колар заключил соглашение с командой «Шебойган Рэд Скинс», выступавшей в Национальной баскетбольной лиге (НБЛ). Позже выступал за команду «Чикаго Брюинз» (НБЛ). Кроме того он также успел поиграть в региональных лигах за команды «Хаус оф Дэвид» и «Сисеро Мерчантс». Всего в НБЛ провёл 4 сезона. Колар один раз включался во 2-ю сборную всех звёзд НБЛ (1940). Всего за карьеру в НБЛ Отто сыграл 95 игр, в которых набрал 488 очков (в среднем 5,1 за игру). Помимо этого Колар в составе «Рэд Скинс» и «Брюинз» четыре раза участвовал во Всемирном профессиональном баскетбольном турнире, но без особого успеха.

## Семья и смерть
Во время Второй мировой войны Колару пришлось на три года прервать свою спортивную карьеру (1942—1945), после окончания которой он решил её не возобновлять. Его жена родила ему двух дочерей (Лоретту и Джудит). Кроме того у него было пять внуков и десять правнуков, брат Эдвард, игравший в баскетбольной школьной команде вместе с Отто, и сестра. Отто Колар умер в понедельник, 10 апреля 1995 года, на 84-м году жизни в городе Лавз-Парк (штат Иллинойс).